# Dschuwairiya bint al-Hārith
Dschuwairiya bint al-Hārith (arabisch جويرية بنت الحارث, DMG Ǧuwairiya bint al-Ḥāriṯ; geboren um 607; gestorben 676 in Medina) war eine der Ehefrauen des Propheten Mohammed. Sie gehörte den Banū l-Mustaliq, einer Untergruppe des Stammes Chuzāʿa, an. Mohammed heiratete sie im Monat Schaʿbān des Jahres 5 der Hidschra (= Januar 627) nach seinem erfolgreichen Kriegszug gegen die Banū l-Mustaliq, bei dem sowohl sie als auch viele ihrer Stammesgenossen von den Muslimen gefangen genommen und versklavt wurden. Nach einer Überlieferung, die auf Dschuwairiya selbst zurückgeführt wird, war sie zu diesem Zeitpunkt 20 Jahre alt. Nach Dschuwairiyas Eheschließung mit Mohammed wurden viele Gefangene von den Banū l-Mustaliq freigelassen. Die Angaben über Umstände und Umfang dieser Freilassung sind allerdings widersprüchlich.
Dschuwairiyas ursprünglicher Name war Barra („Gehorsam“). Erst Mohammed soll ihr den Namen Dschuwairiya gegeben haben, damit man nicht nach Art eines Wortspiels sage, dass er „aus dem Haus der Barra“ herausgetreten, d. h. zum Aufrührer geworden sei.

## Familiäre Verhältnisse
Dschuwairiyas Vater al-Hārith ibn Abī Dirār war selbst das Oberhaupt (saiyid) der Banū Mustaliq. Vor ihrer Eheschließung mit Mohammed war sie in einer Bint-ʿamm-Ehe mit einem väterlichen Cousin verheiratet, dessen Name in den meisten Quellen mit Musāfiʿ ibn Safwān angegeben wird. Er wurde bei der Schlacht von al-Muraisiʿ selbst getötet, die Ehe blieb kinderlos.

## Versklavung und Freikauf durch Mohammed bei der Schlacht von Muraisiʿ
Als Tochter des Oberhaupts der Banū l-Mustaliq bekam Dschuwairiya die Ereignisse um die Schlacht zwischen den Banū l-Mustaliq und den Muslimen bei Muraisiʿ im Januar 627 aus nächster Nähe mit. Al-Wāqidī zitiert sie mit einem Bericht, wonach auf die Kunde, dass Mohammed in der Nähe sei und den Spion der Banū l-Mustaliq getötet habe, im Lage ihres Vaters große Furcht ausbrach und sich Angehörige verbündeter Stämme aus dem Staub machten. Als Mohammed sich ihrem Lager näherte, hörte sie ihren Vater sagen: „Es ist etwas über uns gekommen, gegen das wir nichts ausrichten können“. Ihr selbst kam die Anzahl der Kämpfer und Pferde auf Seiten der Muslime unendlich groß vor.
Nach der Schlacht wurde sie zusammen mit 200 anderen Frauen und Kindern von den Muslimen in Gefangenschaft geführt. Mohammed verteilte die Beute unter seinen Gefährten, wobei Dschuwairiya dem Ansārī Thābit ibn Qais (st. 633) und seinem Vetter zufiel. Thābit kaufte seinem Vetter seinen Anteil für einige Dattelpalmen in Medina ab und stellte Dschuwairiya einen Vertrag zum Selbstfreikauf aus, der einen Lösungspreis von neun Ūqīya Gold festsetzte. Dschuwairiya begab sich daraufhin zu Mohammed, um ihn zu bitten, ihr beim Freikauf zu helfen. Er befand sich zu dieser Zeit am Wasser von Muraisiʿ, wo man ihm und seinen beiden Begleiterinnen ʿĀ'ischa und Umm Salama Lederzelte aufgeschlagen hatte.
Über die erste Begegnung Dschuwairiyas mit Mohammed existiert ein Bericht, der auf ʿĀ'ischa zurückgeführt wird und in verschiedenen Varianten vorliegt. Demnach war ʿĀ'ischa von Dschuwairiyas Schönheit stark beeindruckt und fürchtete, dass diese ihre Wirkung auf Mohammed nicht verfehlen würde. Ibn Hischām überliefert von ihr die Worte: „Bei Gott, ich sah sie plötzlich vor der Tür meines Gemachs und verabscheute sie. Denn ich wusste, dass der Gottesgesandte sie so sehen würde, wie ich sie sah.“ Dschuwairiya stellte sich daraufhin bei Mohammed vor, erklärte ihm ihre Situation, wies ihn auf die Bedeutung ihres Vaters hin und bat ihn um einen Beitrag zu ihrem Lösegeld. Nach der Version des Berichts, die al-Wāqidī anführt, bekannte sich Dschuwairiya bei dieser Gelegenheit auch schon zum Islam. Mohammed fragte sie daraufhin, ob es nicht noch etwas Besseres gebe (a-wa-ḫairun min ḏālik). Als sie wissen wollte, was er meinte, gab er zur Antwort, er könne ihren Vertrag erfüllen und sie heiraten. Sie willigte darin ein. Mohammed schickte daraufhin zu Thābit und bat ihn, ihm Dschuwairiya zu überlassen, was Thābit auch bereitwillig tat. Mohammed zahlte ihm daraufhin Preis aus, den er ihr auferlegt hatte, ließ sie frei und heiratete sie.
Dschuwairiya selbst soll später ihre Vorgehensweise damit erklärt haben, dass sie schon drei Tage vor der Ankunft des Propheten geträumt habe, dass der Mond von Yathrib zu ihr kommen und in ihren Schoß fallen würde. Sie habe sich gescheut, ihren Leuten von diesem Traum zu erzählen, bis der Prophet tatsächlich gekommen sei.

## Der Besuch von Dschuwairiyas Vater bei Mohammed
Verschiedene Überlieferungen berichten davon, dass Dschuwairiyas Vater al-Hārith ibn Abī Dirār nach der Schlacht von al-Muraisiʿ und der Gefangennahme seiner Tochter Mohammed in Medina besuchte. Nach einem Bericht, der auf Abū Qulāba al-Dscharmī (st. 722) zurückgeführt wird, beschwerte er sich bei Mohammed über die Gefangennahme seiner Tochter, wobei er sagte: „Eine Frau wie sie wird nicht in die Gefangenschaft geführt. Ich bin zu vornehm dafür. Lass sie gehen!“ Mohammed schlug ihm daraufhin vor, seiner Tochter die Wahl zu lassen, ob sie mit ihrem Vater mitkommen oder bei ihm bleiben wolle. Obwohl al-Hārith auf seine Tochter einredete, sie solle keine Schande über ihn bringen, entschied sie sich dafür, bei Mohammed zu bleiben. Al-Hārith machte ihr daraufhin schwere Vorwürfe.
Nach verschiedenen anderen Berichten war es auch Dschuwairiyas Vater, der sie aus der Gefangenschaft freikaufte. Erst nachdem er sie ausgelöst hatte, hielt Mohammed um ihre Hand an, woraufhin al-Hārith sie ihm zur Frau gab. Ibn Hischām bietet in seinem Sīra-Werk eine sehr ausführliche Version des Berichts über die Auslösung Dschuwairiyas durch ihren Vater, der ohne Überlieferkette eingeleitet wird und legendenhafte Züge aufweist. Demnach besah al-Hārith, als er nach Medina kam, in der Nähe der Stadt seine Kamele, mit denen er seine Tochter auslösen wollte, und beschloss, zwei von ihnen zurückzuhalten. Nachdem er sie in einem Seitental von ʿAqīq versteckt hatte, begab er sich zum Propheten, der aber auf wunderhafte Weise bereits darüber informiert war, dass er zwei Kamele, die eigentlich zum Freikauf vorgesehen waren, in dem Seitental von ʿAqīq versteckt hatte. Al-Hārith erkannte ihn daraufhin als Propheten an und nahm den Islam an. Auch zwei Söhne und mehrere Leute aus seinem Stamm nahmen den Islam an. Al-Hārith ließ die beiden Kamele holen und übergab sie dem Propheten, während er umgekehrt seine Tochter zurückerhielt. Diese nahm daraufhin den Islam an. Anschließend hielt Mohammed bei ihrem Vater um ihre Hand an. Dieser gab sie ihm zur Frau, und Mohammed setzte ihr eine Brautgabe von 400 Dirham fest.

## Die Freilassung von Dschuwairiyas Stammesverwandten
Übereinstimmend wird überliefert, dass nach der Eheschließung Mohammeds mit Dschuwairiya eine große Zahl von Gefangenen der Banū l-Mustaliq freikam. Aufgrund dieses Sachverhalts soll ʿĀ'ischa ausgerufen haben, dass keine Frau größeren Segen über ihren Stamm gebracht habe als Dschuwairiya.
Der Grund für die Freilassung der Gefangenen wird in den Quellen allerdings unterschiedlich angegeben. Nach dem Bericht, die auf ʿĀ'ischa zurückgeführt werden, war es die Entscheidung der Muslime selbst, ihre Gefangenen freizulassen. Sie sollen hierbei auf die neue Heiratsbeziehung Mohammeds mit den Banū l-Mustaliq verwiesen haben. Muhammad ibn Habīb (st. 860) zitiert sie mit den Worten: „Der Gottesgesandte hat sich mit ihnen verschwägert, so geziemt es sich nicht für uns, sie weiter festzuhalten“. Auch Dschuwairiya selbst soll darauf bestanden haben, dass die Muslime die Gefangenen aus ihrem Stamm von sich aus freiließen. Nach anderen Berichten erfolgte die Freilassung dagegen auf Mohammeds Geheiß. So gibt at-Tabarī an, dass Mohammed die Banū l-Mustaliq auf Wunsch von Dschuwairiya freiließ. Nach einer anderen Überlieferung war die Freilassung der Gefangenen Mohammeds Brautgeschenk (ṣadāq) an Dschuwairiya.
Unklar ist auch, ob die Freilassung alle Gefangenen von den Banū l-Mustaliq einschloss oder sich nur auf Teile von ihnen beschränkte. Während nach der Überlieferung, die Muhammad ibn Saʿd anführt, jeder Sklave (kull mamlūk) von den Banū l-Mustaliq freikam, ist in der Überlieferung ʿĀ'ischas nur von hundert freigelassenen Personen die Rede, und in einer Überlieferung, die auf Mudschāhid ibn Dschabr zurückgeführt, heißt es, Mohammed habe lediglich vierzig von ihnen freigelassen. Der Traditionarier ʿUmāra ibn Ghazīya (st. 757) hat offensichtlich versucht, diesen Widerspruch auszugleichen. Er wird mit den Worten zitiert, Mohammed habe einige Gefangenen umsonst freigegeben, andere seien direkt nach der Beuteverteilung von ihren Stammesgenossen freigekauft worden, wiederum andere erst später in Medina. Zuletzt sei jede Frau von den Banū l-Mustaliq zu ihrer Familie zurückgekehrt.
Auffällig ist die große Rolle von weiblichen Gefangenen bei dieser Freilassungsaktion. Nach Muhammad ibn Habīb erstreckte sich die Freilassung ohnehin nur auf Frauen. Er gibt auch ʿĀ'ischas Kommentar zu der Freilassung auch anders wieder: Keine Frau habe über die Frauen ihres Stammes größeren Segen gebracht als Dschuwairiya. Nach der Variante des Berichts von al-ʿĀ'ischa, den al-Wāqidī anführt, hatten die Muslime mit den weiblichen Gefangenen, die sie freiließen, bereits sexuell verkehrt.

## Zweifel an Dschuwairiyas Status als Ehefrau
Mohammeds Heirat mit Dschuwairiya hatte gewisse Ähnlichkeiten mit seiner Heirat mit Safīya bint Huyaiy. Deshalb nennt at-Tabarī Dschuwairiya auch „die Safīya des Gottesgesandten am Tag von al-Muraisiʿ“ (Ṣafīyat rasūli Llāhi yauma l-Muraisiʿ).
Nach einer Überlieferung, die auf Mudschāhid ibn Dschabr zurückgeführt wird, hegten Mohammeds andere Ehefrauen wie bei Safīya Zweifel an Dschuwairiyas Status als rechtmäßiger Ehefrau, weil sie ursprünglich Sklavin (milk yamīn) gewesen war, und schauten deshalb auf sie herab. Dschuwairiya beschwerte sich deswegen bei Mohammed, woraufhin er sagte: „Habe ich Dir nicht eine große Brautgabe (ṣadāq) gemacht, indem ich vierzig von Deinen Stammesgenossen freiließ.“ Offensichtlich gab es aber auch später noch Zweifel an Dschuwairiyas Status als regulärer Ehefrau Mohammeds, denn sowohl von ʿUmar ibn al-Chattāb wie auch von dem Traditionarier Ibn Schihāb az-Zuhrī (st. 742) wird überliefert, dass sie diesen erneut bestätigen mussten. Sie sollen darauf verwiesen haben, dass Mohammed Dschuwairiya den Hidschab auferlegt und ihr bei allem den gleichen Anteil habe zukommen lassen wie seinen anderen Ehefrauen.

## Tod
Dschuwairiya starb während des Kalifats von Muʿāwiya ibn Abī Sufyān im Monat Rabīʿ al-auwal des Jahres 56 der Hidschra (= Januar/Februar 676 n. Chr.). Marwān ibn al-Hakam, der zu dieser Zeit Statthalter von Medina war, sprach das Totengebet für sie.
Über Dschuwairiyas übriges Leben ist nicht viel bekannt. Ein Hadith, der in verschiedenen Werken überliefert wird, berichtet davon, dass sie den Freitag mit einem besonderen Fasten ehrte, Mohammed ihr dies aber verbot.